# Garouas internationella flygplats
Garouas internationella flygplats är en flygplats i Kamerun. Den ligger i den norra delen av landet, norr om Garoua.